# 角翅野螟属
角翅野螟属（学名：Pyradena）为 草螟科的一个属。

## 下属物种
本属包括以下物种：
- 角翅野螟 Pyradena mirifica Caradja, 1931